# Metroid: Zero Mission
Metroid: Zero Mission (メトロイドゼロミッション Metoroido Zero Misshon?) es un videojuego de acción-aventura de 2004 de la serie Metroid, desarrollado por la filial Nintendo Research & Development 1 y publicado por Nintendo para la consola Game Boy Advance. Fue lanzado en Estados Unidos el 9 de febrero de 2004, mientras que en Europa llegó el 8 de abril de 2004, y en Japón se estrenó el 27 de mayo del mismo año.
El jugador controla a Samus Aran, una cazarrecompensas galáctica que investiga el planeta Zebes con el propósito de encontrar la base de los piratas espaciales y erradicar a las muestras de metroides robadas. Zero Mission presenta un mundo de desplazamiento lateral de plataformas no lineal, en el que el jugador debe explorar zonas y desbloquear nuevas a medida que recolecta power-ups.
Su desarrollo inició en 2002, fue creado con el propósito de mostrar los orígenes de la saga a los nuevos jugadores. La entrega recibió elogios por su nuevo contenido, gráficos, jugabilidad y mejoras con respecto al original, pero fue criticada por su corta duración. Zero Mission recibió varios honores, incluido el puesto 46 en una lista de los 200 mejores juegos compilada por Nintendo Power. Para febrero de 2016, había vendido más de 440 000 copias.

## Argumento

### Ubicación en la serie
Metroid: Zero Mission es un remake del primer juego de la saga, Metroid. Zero Mission remasteriza y expande la historia presentada en el primer juego de la serie homónima, con sus eventos tomando lugar al principio de la cronología oficial de la serie y dando a conocer lo que ocurre con Samus tras destruir a Mother Brain.

### Sinopsis

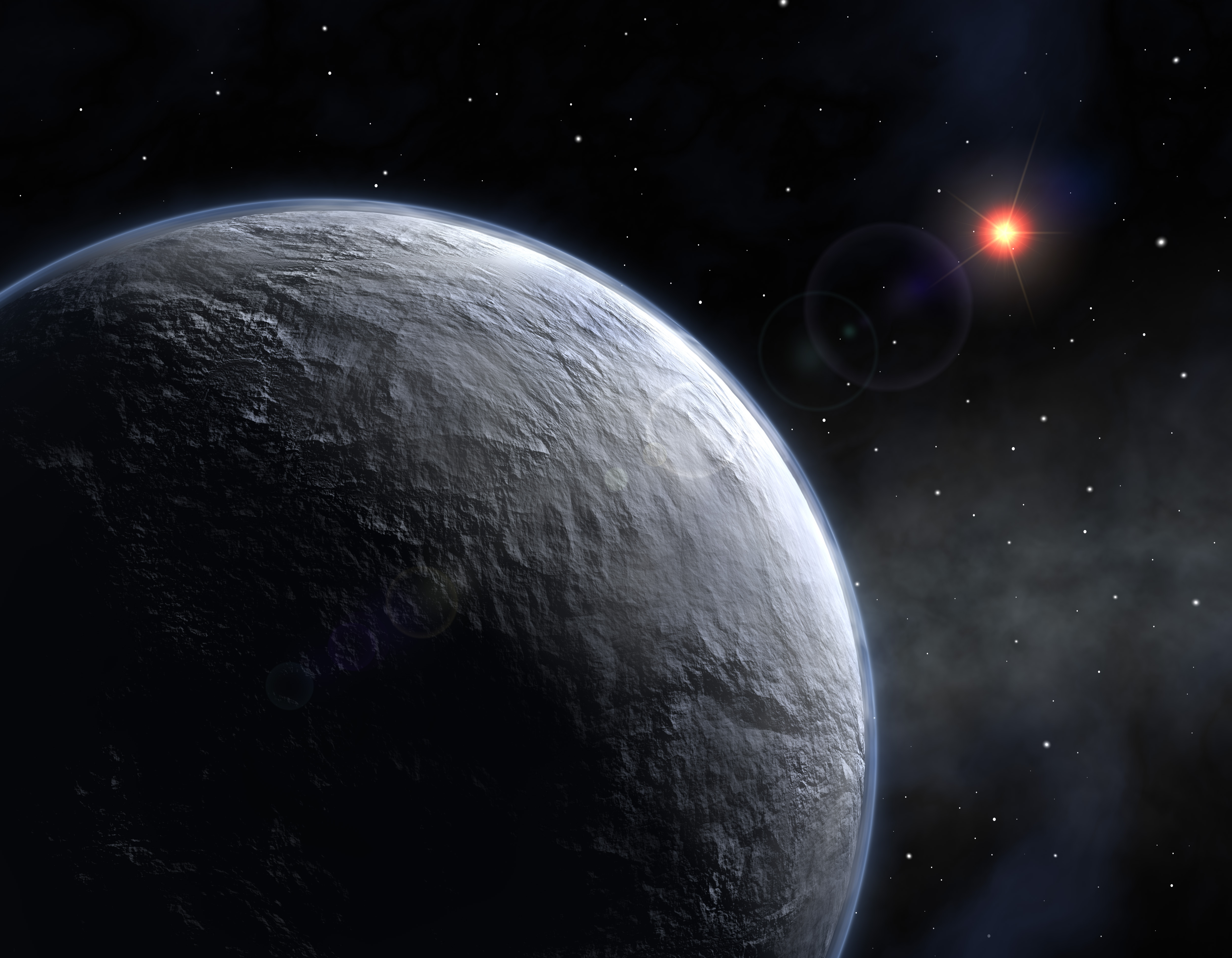
El planeta Zebes sirve como base de operaciones para los piratas espaciales, donde planean reproducir a los metroides mediante rayos gamma y utilizarlos como arma biológica. Sin embargo, una vez que Samus llega a dicho planeta, frustra sus planes al destruir a Mother Brain, la computadora principal de los piratas. En la imagen, un planeta extrasolar.

En el año 20X5, los piratas espaciales atacan una de las naves de la Federación que transportaba muestras de metroides y las llevan al planeta Zebes para modificarlos y usarlos como armas de guerra. La Federación Galáctica localiza la base de los piratas y lanza un ataque para erradicarlos y recuperar las muestras. Sin embargo, la misión fracasa, por lo que deciden enviar a la cazarrecompensas galáctica, Samus Aran, para destruir a Mother Brain, un superordenador orgánico que controla a los piratas, la fortaleza y sus defensas.
Samus llega al planeta y se infiltra en las regiones de Brinstar y Norfair. Mientras investiga las profundidades de Brinstar, llega a la cámara de uno de los líderes de los piratas, Kraid, a quien logra derrotar fácilmente. La muerte del reptil alerta a Mother Brain, quien ya la venía vigilando, quien decide enviar a su comandante, Ridley, a Norfair para asesinarla. Al llegar a lo más profundo de Norfair, Samus es emboscada por él, no obstante, ella logra derribarlo, finalmente, volviendo a Bristar para acceder a la región de Tourian, donde se encuentra la fortaleza.
Tras acceder, Samus se entera de que los piratas han estado multiplicando a los metroides. Las criaturas intentan aferrarse a ella para absorber su fuerza vital, mas terminan siendo eliminados por medio de su debilidad, ser congelados. La cazarrecompensas continúa su travesía y se adentra en la cámara del superordenador, donde desactiva los sistemas de defensas y destruye la cápsula en la que se encuebtra Mother Brain, causando que se inicie el protocolo de autodestrucción de la base.
Samus se sube a su nave e intenta escapar de Zebes, pero al abandonar la atmósfera, su nave es derribada por los piratas espaciales. Tras hacer un aterrizaje forzoso en Crateria y perder su traje debido a los daños causados por la explosión, Samus se encuentra con una instalación de los piratas espaciales y se infiltra en ella evadiendo a los piratas espaciales, llegando a Chozodia. Fuera de peligro, acude a investigar las ruinas de Chozodia en busca de un nuevo traje, el cual obtiene tras completar con éxito las pruebas, además de ganar acceso a la nave nodriza de los piratas.
Al adentrarse en la nave nodriza en busca de un vehículo para huir del planeta, la cazarrecompensas descubre que los piratas habían construido una versión robótica de Ridley en un intento para revivirlo. Tras derrotar al robot, se inicia la secuencia de autodestrucción de la nave, y Samus roba una de los transportes de los piratas espaciales para escapar. Una vez fuera del planeta, ella le informa a la Federación Galáctica que ha derrotado a Mother Brain y erradicado a las muestras de metroides presentes en Zebes.

## Sistema de juego

Esquema del mapa del planeta Zebes en Metroid: Zero Mission.

Metroid: Zero Mission es un juego de acción y aventura en el que el jugador controla a Samus Aran en un entorno gráfico de dos dimensiones en un mundo de desplazamiento lateral. El argumento se desarrolla en el planeta Zebes, un extenso y vasto mundo cuyas áreas están interconectadas mediante puertas y elevadores. Samus debe explorar las cuevas que posee el planeta y poder derrotar a los piratas espaciales. Al inicio del juego, ella posee una pistola débil como única arma, además de la capacidad de saltar. El jugador debe investigar diferentes áreas y recolectar power-ups para mejorar las habilidades de la cazarrecompensas, así como a su traje y armamento, lo cual garantiza que ella tenga acceso a otro tipo de secciones que anteriormente resultaban inaccesibles.
De entre los power-ups que se incluyen en Zero Mission, destaca la Morph Ball —«morfósfera» en español—, la cual le permite a Samus enrollarse en una pequeña pelota y poder adentrarse en los túneles y pasillos pequeños; el Screw Atack es un movimiento similar a un salto mortal que puede infligir daño a los enemigos que se interponen en su camino. Además de los enemigos comunes, Samus se topa varias veces con ciertos jefes que ella necesita derrotar para poder avanzar. Si el jugador mata a un enemigo normal, este puede soltar energía o municiones, mientras que si derrota a un jefe, incrementa su capacidad para llevar municiones, además de desbloquear una nueva área para explorar.
El enfoque de diseño de Metroid: Zero Mission da como resultado un mundo con áreas que están interconectadas y por las que el jugador puede moverse libremente, mientras se centra en la exploración de las áreas y el descubrimiento de nuevos lugares y objetos. El título incluye un sistema de mapas que muestran las ubicaciones exploradas y adónde debe dirigirse el jugador. Zero Mission combina fases de juegos de plataforma con los matamarcianos, que requieren que Samus corra, salte y dispare a sus enemigos. Después de que Samus pierde su traje, la entrega presenta fases de sigilo, en las que el jugador debe infiltrarse en la nave nodriza de los piratas espaciales sin ser descubierto.

## Desarrollo
| Director             | Yoshio Sakamoto                                                    |
| Productor            | Takehiro Izushi                                                    |
| Productor ejecutivo  | Satoru Iwata                                                       |
| Jefe de programación | Katsuya Yamano                                                     |
| Programadores        | Tomohiro Kawase Nobuhiro Ozaki Hideaki Shimizu Katsuki Yoshinori   |
| Diseño gráfico       | Norikatsu Furuta Tadashi Matsushita Fumiko Miyamoto Hiroshi Momose |
| Diseño de personajes | Hiroji Kiyotake Sano Shinya                                        |
| Diseñadores de nivel | Takehiko Hosokawa Ryuichi Nakada Masani Ueda                       |
| Música               | Kenji Yamamoto Minako Hamano                                       |
| Efectos de sonido    | Takaya Fujii                                                       |
| Referencia           | [ 22 ]                                                             |

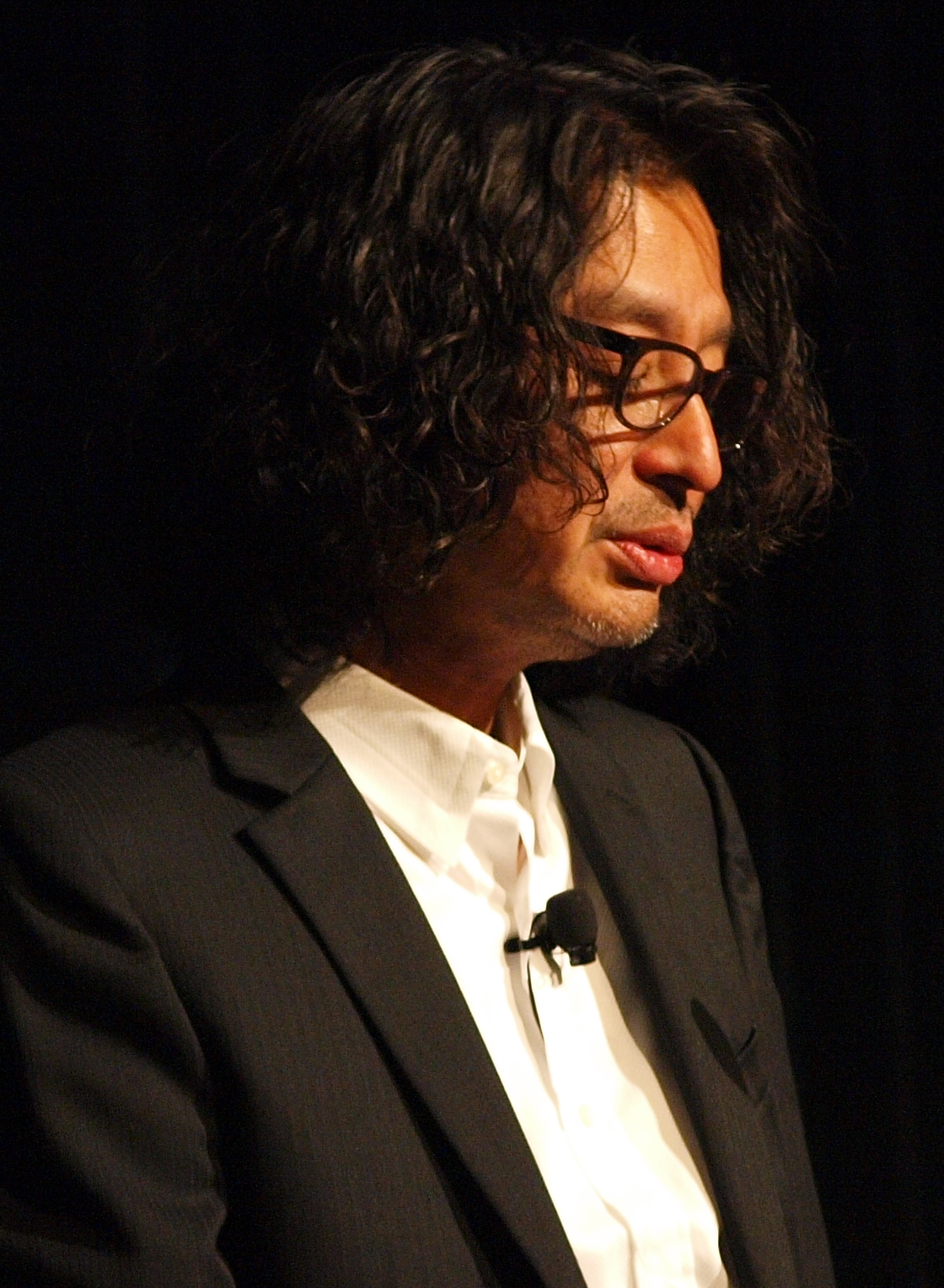
El productor de la saga Metroid y director de Zero Mission, Yoshio Sakamoto.

El proyecto comenzó en 2002, justo después del lanzamiento de Metroid Fusion por Nintendo Research & Development 1, siendo el último videojuego realizado por la división antes de su disolución debido a la reestructuración de Nintendo. El director fue Yoshio Sakamoto, quien había trabajado con la saga Metroid desde su debut en la Nintendo Entertainment System e involucrado en el desarrollo de gran parte de las entregas de la serie.
Según Sakamoto, el productor de la saga, la idea surgió cuando uno de los programadores de Fusion sugirió realizar un port de Super Metroid para Game Boy Advance; sin embargo, él decidió que era mejor hacer un remake del Metroid original en su lugar. El equipo de desarrollo decidió volver a las raíces de la jugabilidad de la saga creando una entrega basada en el original de NES. Sakamoto, señaló que la jugabilidad y estructura de Fusion eran drásticamente diferentes de los títulos anteriores de la saga, y que quería «mostrar a las personas que nunca habían jugado un juego de Metroid antes de Fusion, las raíces de la franquicia» mientras que al mismo tiempo quería usar la oportunidad para «volver a contar la historia de la misión original de Samus».

### Diseño
R&D1 usó como base el motor de juego que habían creado para Metroid Fusion, y lo modificaron para adaptarlo a las necesidades de Zero Mission. El equipo de desarrollo quería recrear fielmente los gráficos del juego original, sin embargo debido a que el sprite de Samus era demasiado pequeño y las animaciones irregulares, descartaron la idea. Además, tuvieron que acatar las decisiones de Nintendo of America con respecto a los colores y gráficos, debido a que la saga tenía más ventas en Estados Unidos que en Japón. Sin embargo, mantuvieron la atmósfera seria y el universo oscuro característico de la serie, en contraposición con las otras sagas de Nintendo.
Sakamoto mencionó que se intentó expresar la feminidad de Samus en el videojuego sin transformarla en un objeto sexual. El equipo de desarrollo decidió agregar cinemáticas para resaltar la historia y darle más contexto al jugador de lo que ocurre en comparación con el juego original. La banda sonora de Zero Mission fue compuesta por Kenji Yamamoto y Minako Hamano, quienes crearon nuevas piezas e hicieron arreglos a las pistas de la banda sonora original de Metroid para adaptarlas.

## Lanzamiento

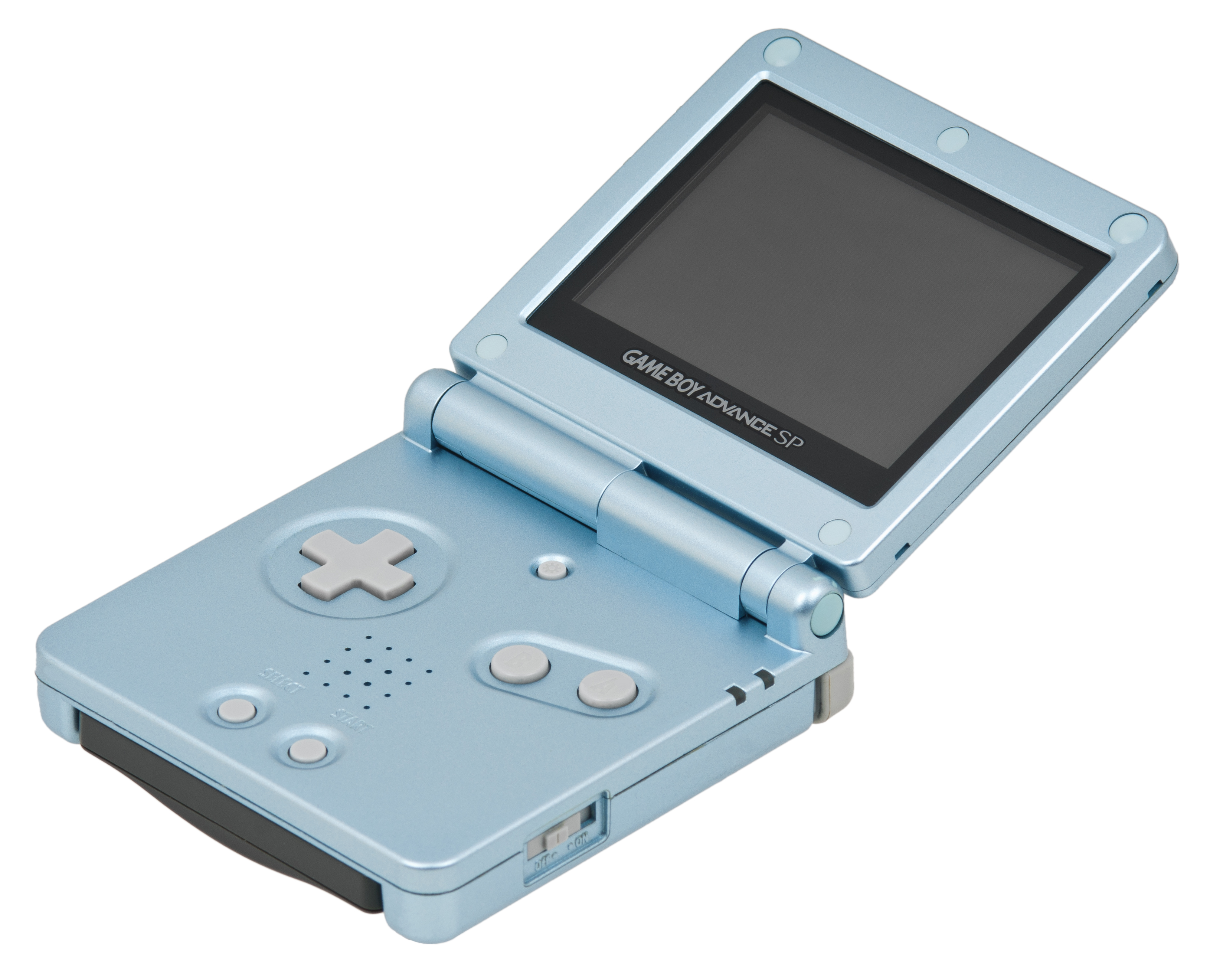
Una Game Boy Advance SP, consola que Nintendo permitió modificar con los colores de Samus a cambio de 600 puntos del club Nintendo.

Nintendo anunció por primera vez que estaban trabajando en el remake del Metroid de NES durante el E3 de 2003 mediante capturas de imágenes, después de la conferencia se mostró una demo del gameplay en bucle del juego para los reporteros. Su anuncio no despertó el entusiasmo de los presentes del evento, según el medio francés, Gamekult, se debió a que Nintendo había lanzado frecuentemente remakes de sus juegos sin mejoras sustanciales. Zero Mission se lanzó el 9 de febrero de 2004 en Estados Unidos, en Australia tuvo como fecha de lanzamiento el 19 de marzo de 2004, en Europa estrenó el 8 de abril de 2004, y en Japón el 27 de mayo del mismo año.
Por motivo del estreno del juego, Nintendo lanzó una oferta especial a los miembros del club Nintendo de Japón, en el que les permitían que les enviasen sus consolas Game Boy Advance SP para personalizarlas con los colores de Samus. Metroid: Zero Mission fue relanzado en la consola virtual del Wii U. En Japón estrenó el 19 de junio de 2014, en Europa lo hizo el 12 de marzo de 2015, mientras que en Norteamérica lo hizo el 14 de enero de 2016. Fue lanzado para Nintendo Switch mediante su servicio de subscripción el 19 de junio de 2024.

## Recepción

### Comercial
Al igual que las otras entregas de la serie Metroid, Zero Mission tuvo mejores ventas en Estados Unidos que en Japón. En su mes de lanzamiento en Estados Unidos, Zero Mission se posicionó como el juego más vendido para Game Boy Advance con 151 807 copias vendidas, siendo también el tercer juego más vendido ese mes en todas las consolas. Para el mes de mayo de 2004, el videojuego había retrocedido al séptimo lugar en ventas de GBA. En Japón, el título logró vender 69 000 copias. Para febrero de 2016, Metroid: Zero Mission había logrado vender más de 440 000 copias en todo el mundo.

### Crítica
Después de ser lanzado, recibió aclamación de la crítica, siendo catalogado como uno de los mejores juegos disponibles para Game Boy Advance. En Metacritic, Zero Mission tiene un puntaje promedio ponderado de 89 sobre 100 basado en 50 reseñas críticas. Mientras que en GameRankings obtuvo una aprobación del 90.19%.
Matthew Sarrel de PC Magazine consideró que los controles «son intuitivos» y que no interfieren con la exploración, la resolución de acertijos y el combate del título. Benjamin Turner de GameSpy alabó las nuevas mecánicas y objetos, comentando que «contribuyen a mejorar la experiencia de juego». Los gráficos, diseño y estilo artístico de Zero Mission fueron elogiados por diversos medios, como GameSpot y VG247. Tanto Jeuxvideo como Eurogamer lo describieron como un tributo a la serie y unos de los mejores entregas para la Game Boy Advance.
Las críticas al juego se centraron en su corta duración. IGN lo consideró una «experiencia débil de una sola vez». Eurogamer alabó la calidad del juego, mas opinó que Nintendo debería haber «[hecho] que la experiencia durara más». GameSpot afirmó que la calidad cautivadora hace que el jugador desee completarlo en unas pocas sesiones. GameSpy afirmó que los usuarios menos familiarizados con los videojuegos de Metroid lo disfrutarían más, mientras que los recurrentes podrían encontrarlo repetitivo por sus similitudes con los anteriores de la saga.
El título ocupó el puesto 46 entre los mejores juegos para cualquier consola de Nintendo en la lista de los 200 mejores juegos de Nintendo Power. En su edición de marzo de 2010, la revista lo clasificó como el octavo mejor juego lanzado en la década de 2000. IGN lo nombró el mejor juego de aventuras de Game Boy Advance de 2004, y el noveno mejor de la plataforma. GameSpot también lo nombró el mejor juego de Game Boy Advance de febrero de 2004. Durante la octava edición de los D.I.C.E. Awards, la Academy of Interactive Arts & Sciences premió a Metroid: Zero Mission como «juego portátil del año».